# Oxypoda wickhami
Oxypoda wickhami är en skalbaggsart som beskrevs av Thomas Casey 1911. Oxypoda wickhami ingår i släktet Oxypoda och familjen kortvingar. Inga underarter finns listade i Catalogue of Life.